# Confederación Europea de Sindicatos Independientes
La Confederación Europea de Sindicatos Independientes (CESI) se fundó en 1990 con el objetivo de representar de manera unitaria a los trabajadores y a los afiliados de sus respectivos países a escala europea. Su papel en el proceso de toma de decisiones en Europa ha ido adquiriendo cada vez más importancia desde el momento en el que la integración europea ha ampliado la influencia de la Unión en las políticas económicas, sociales y de empleo en los Estados miembros.
Actualmente forman parte de la CESI 40 organizaciones sindicales pertenecientes a 21 países europeos.
La CESI tiene como objetivo primordial la defensa de la Carta de los Derechos Fundamentales de la Unión Europea

## Miembros
Entre sus miembros se encuentran los siguientes sindicatos españoles:
- Central Sindical Independiente y de Funcionarios
- Anpe Sindicato Independiente
- Valorian
- Sindicato de Técnicos de Enfermería
- Sindicato de Enfermería